# Calatepec, Tlatlauquitepec
Calatepec är en ort i Mexiko.   Den ligger i kommunen Tlatlauquitepec och delstaten Puebla, i den sydöstra delen av landet, 180 km öster om huvudstaden Mexico City. Calatepec ligger 1 105 meter över havet och antalet invånare är 361.
Terrängen runt Calatepec är kuperad västerut, men österut är den bergig. Runt Calatepec är det ganska tätbefolkat, med 199 invånare per kvadratkilometer. Närmaste större samhälle är Ciudad de Tlatlauquitepec, 11,0 km söder om Calatepec. I omgivningarna runt Calatepec växer huvudsakligen savannskog.